# Божествена искра
Божествена искра е понятие, което в някои мистични учения като гностицизма, суфизма и Кабала, означава че всеки човек има дълбоко в себе си една частичка от Бог (божествена искра), която го прави съпричастен на Божественото. Понятието намира приложение и при християнските мистици и западноевропейската езотерична традиция.
На латински се използва понятието scintilla animae, букв. искрата на душата.